# ریفریو
ریفریو دهستانی در استان آبیلای اسپانیا است.
در این دهستان ۳۳۰ نفر زندگی می‌کنند. مساحت این دهستان ۶۵٫۳۴ کیلومتر مربع است.